# بخش امراوتی
بخش امراوتی (به انگلیسی: Amravati division) یک منطقهٔ مسکونی در هند است که در مهاراشترا واقع شده‌است. بخش امراوتی ۴۶٬۰۹۰ کیلومتر مربع مساحت و ۲٬۸۸۸٬۴۴۵ نفر جمعیت دارد.